# Colonia San Miguel
Colonia San Miguel es una localidad del partido de Olavarría, localizado en el interior de la provincia de Buenos Aires, Argentina.
Se encuentra ubicada 24 km al SE de la ciudad de Olavarría. Cuenta con un balneario a la vera del arroyo Nievas, y durante la primera semana de febrero de cada año, se realiza la Fiesta del Camping.

## Población
Cuenta con 902 habitantes (Indec, 2010), lo que representa un incremento del 53 % frente a los 588 habitantes (Indec, 2001) del censo anterior.
| Gráfica de evolución demográfica de Colonia San Miguel entre 1991 y 2010 |
|                                                                          |
| Fuente: Censos nacionales del INDEC                                      |

## Historia
Fue fundada por 19 familias de alemanes del Volga llegados en el vapor Hohenstadt en febrero de 1878. Luego de permanecer 3 años en Colonia Hinojo, adquirieron el campo de Pedro Kessler. 
Fundaron oficialmente San Miguel el 3 de octubre de 1881, y la colonia había tomado su nombre del Vorsteher (director del concejo de ancianos) Miguel Stoessel. A pesar de eso, entre los colonos la denominaban Dehler en alusión a la aldea del Volga de la cual provenían las familias. 
Sus fundadores fueron:
- Miguel Stoessel
- Juan Ruppel
- Pedro Kessler
- Jorge Staldecker
- Pedro Masson
- Valentín Kessler
- Juan Fuhr
- Juan Ruppel (hijo)
- Felipe Stoessel
- Andrés Ruppel
- Juan Martel
- Enrique Hammerschmidt
- Felipe Klein
- Felipe Günter
- Adan Kessler

## Parroquias de la Iglesia católica en Colonia San Miguel
| Diócesis  | Azul                |
| --------- | ------------------- |
| Parroquia | San Miguel Arcángel |

## Independiente Colonia San Miguel
Es un equipo de fútbol, denominado Independiente de Colonia San Miguel, fue fundado el 25 de julio de 1934, en una reunión que estuvieron presentes 86 socios.

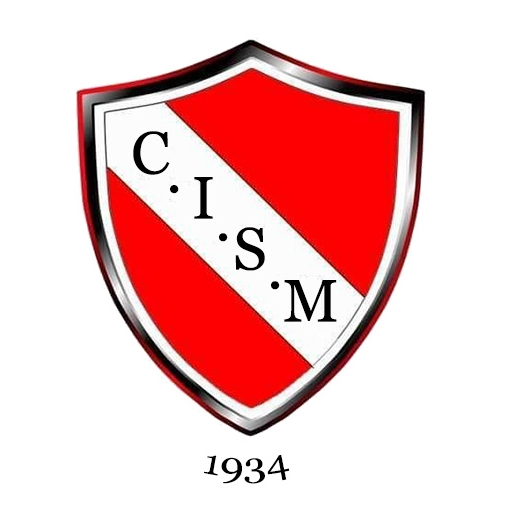

En 1923 surgió el Club Huracán de Colonia San Miguel, pero su historia de sólo una década se fue apagando. 
En 1934 el equipo de Huracán (veteranos y todos casados) fue desafiado por los jóvenes de Independiente. En realidad el duelo era por el nombre, si ganaban los jóvenes el club cambiaría su nombre, de lo contrario se mantendría Huracán.
La alforja de hechos risueños y anecdóticos de los primeros pasos de toda entidad, sea de donde fuere, mostró un caso más en el surgimiento de los diablos rojos de San Miguel, que fueron Independiente porque el arquero de Huracán no quiso ensuciarse su pantalón blanco y por ello no se arrojaba cuando la pelota iba abajo. Así le fue: Independiente se impuso 13-2 y quedó para siempre forjado en la población amante del deporte.
Planteles del 34
Tercera división: Antonio Beltramella, Pedro Orfanelli, Manuel Amaya, Héctor Echeverría, José Orfanelli, Juan Echeverría, Mario Amado, Amadeo Álvarez, Ángel Amado, Juan Braun, Luis Braun, Ignacio Krotter, Pedro Uriarte, José Stoessel, Juan Martel, Pedro Beltramella, Manuel Palavecino.
Cuarta división: Jorge Braun, Miguel Braun, Pedro Kessler, Osvaldo Saloia, Praxedes Saloia, Valentín Kessler, Miguel Kessler, Alberto Kessler, Ramón Palavecino, Emilio Echeverría, Pedro Miglioratta, Alejandro Martel, Luis Uriarte, Basilio Valisi y Ángel Valisi. Jugaron dos partidos, ganaron uno y perdieron el otro.
Subcampeón 1935
1935 marcó el debut en la Liga de Fútbol de Olavarría, participando en tercera división, donde igualó el primer puesto con Racing “B”, quien venció por 5-2 en el desempate, jugado en Estudiantes.
Como el requisito para participar era tener una segunda división, al no poder conformarla tuvo que dejar de participar.
En la campaña
Tras un impasse de 12 temporadas, en 1952 se reanuda la disputa de los torneos de Campaña y allí aparece Independiente de Colonia San Miguel.
Con un equipo que se fue armando con el tiempo, obtuvo los títulos 1954, 1958 y 1959 (este último invicto).
El campeón de segunda 1959: Beltramella, Galván, Polo, Kessler, Maibach, Palmieri, Maibach, Maibach, Amado, Kessler, Martinefsky y Masson.
El título lo ganó a Huracán de Blanca grande, al superarlo por 6 a 4 en Estudiantes. Previamente en Ferro había ganado Huracán por 5-4.
El de tercera del mismo año lo hizo con Masson; Becker y Stalldecker; Martinefsky, Stork y Ruppel; Castro, Beltramella, Zimmermann, Bellender y Masson.
Zimmermann fue el gran goleador del torneo, llegando a anotar 5 goles en 35 minutos.
Bastaron estos títulos para incomodar a los viejos participantes de estos torneos, que decretaron su expulsión “por no estar ubicada en zona rural.

Equipo Reserva Campeona
| Enrique Martinefsky        |
| Baltazar Ruppel            |
| Mando Stork                |
| Adolfo Martinefsky         |
| Failo Staldecker (Arquero) |
| Carlos Becker              |
| Carlos Masson              |
| Tini Echeverria            |
| Abelino Castro             |
| Carlos Beltramella         |
| Hector Zimmerman           |
| Farruto Bellender          |
| Dionissio Masson           |

Dos años en el ascenso

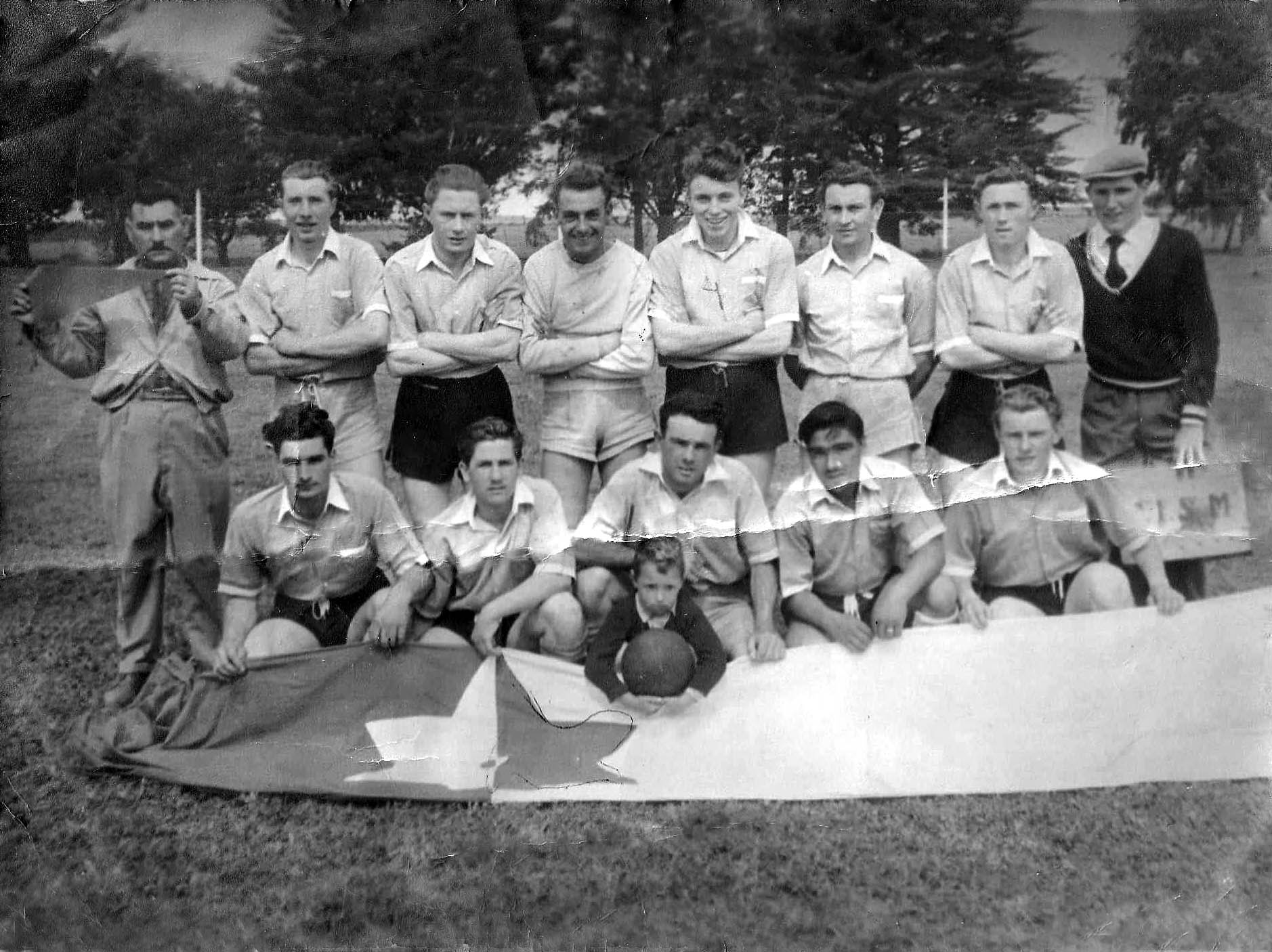
Reserva Campeona

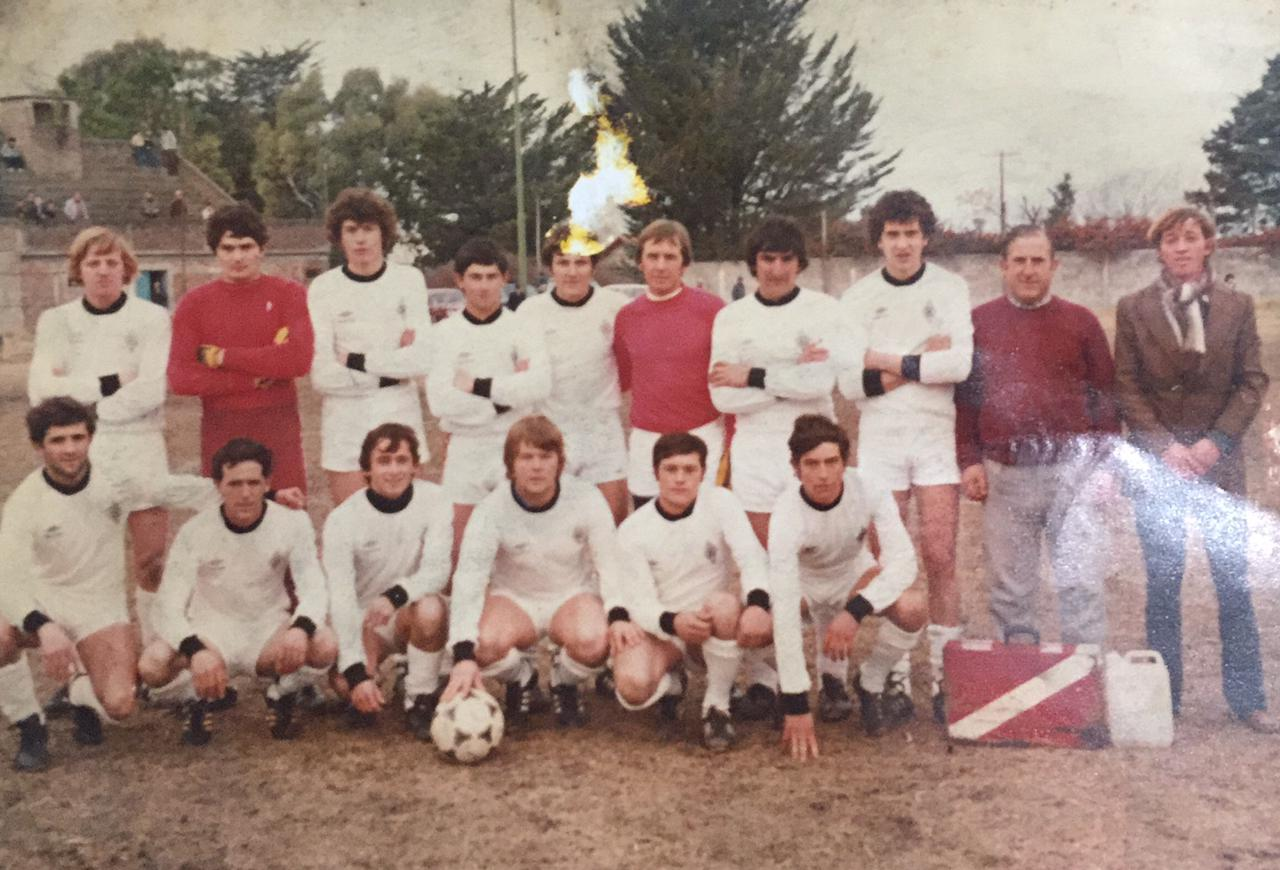
Equipo de Independiente en el estadio de Ferro Carril Sud (Olavarría)

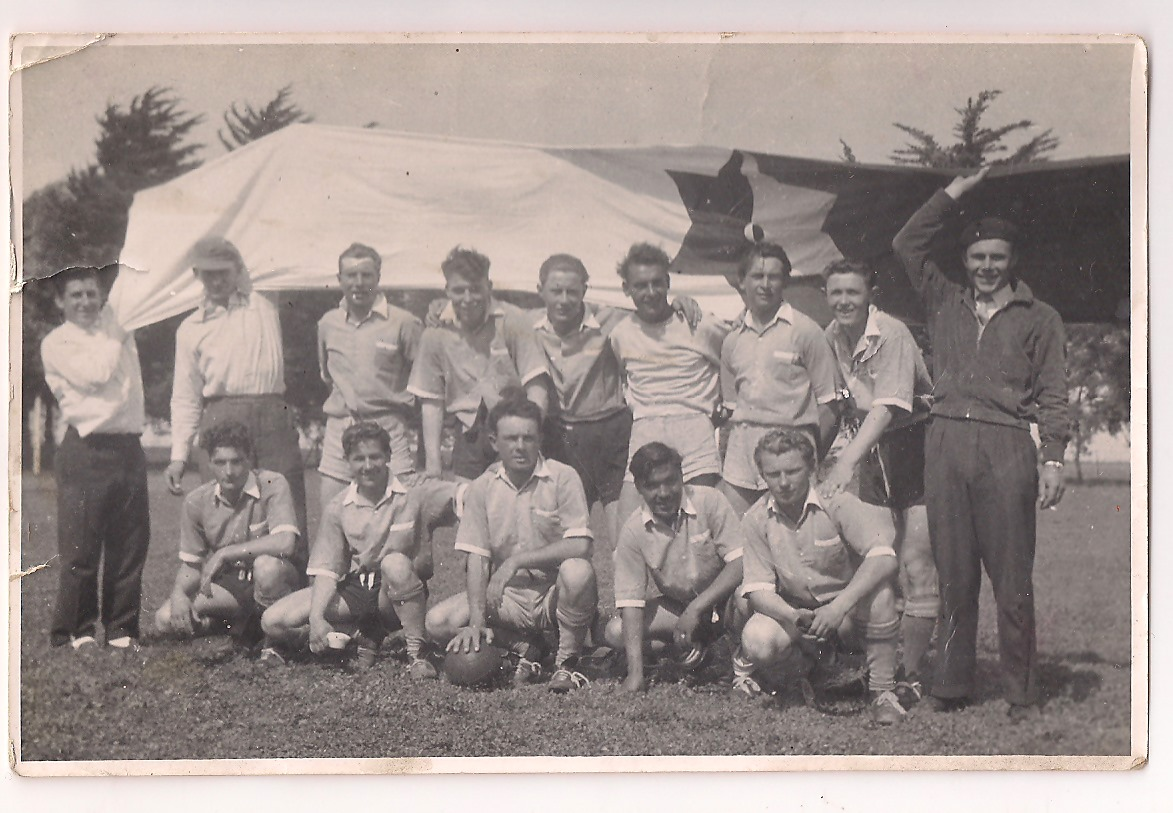

Independiente fue subcampeón en los dos únicos torneos de segunda por un ascenso a primera. En 1961 perdió la final con Álvaro Barros y en 1962 con El Provincial.

Colonias y Cerros
En 1974 se crea una nueva categoría, que tendría vida efímera (tres temporadas): el Torneo Colonias y Cerros, donde Independiente fue uno de los principales animadores.
El día del 57.º aniversario (1991) se procedió a inaugurar la portada del estadio Juan Bautista Masson.
Y finalmente llegamos a la época actual en que en el debut en Primera “B” obtiene el Bicampeonato (2006-07). 

Títulos :
- Colonias Y Cerros : 4 torneos ganados (2006 - 2007 - 2017 clausura - anual 2019 - apertura 2025
- Campaña: 4 torneos ganados (1954-1958-1959)

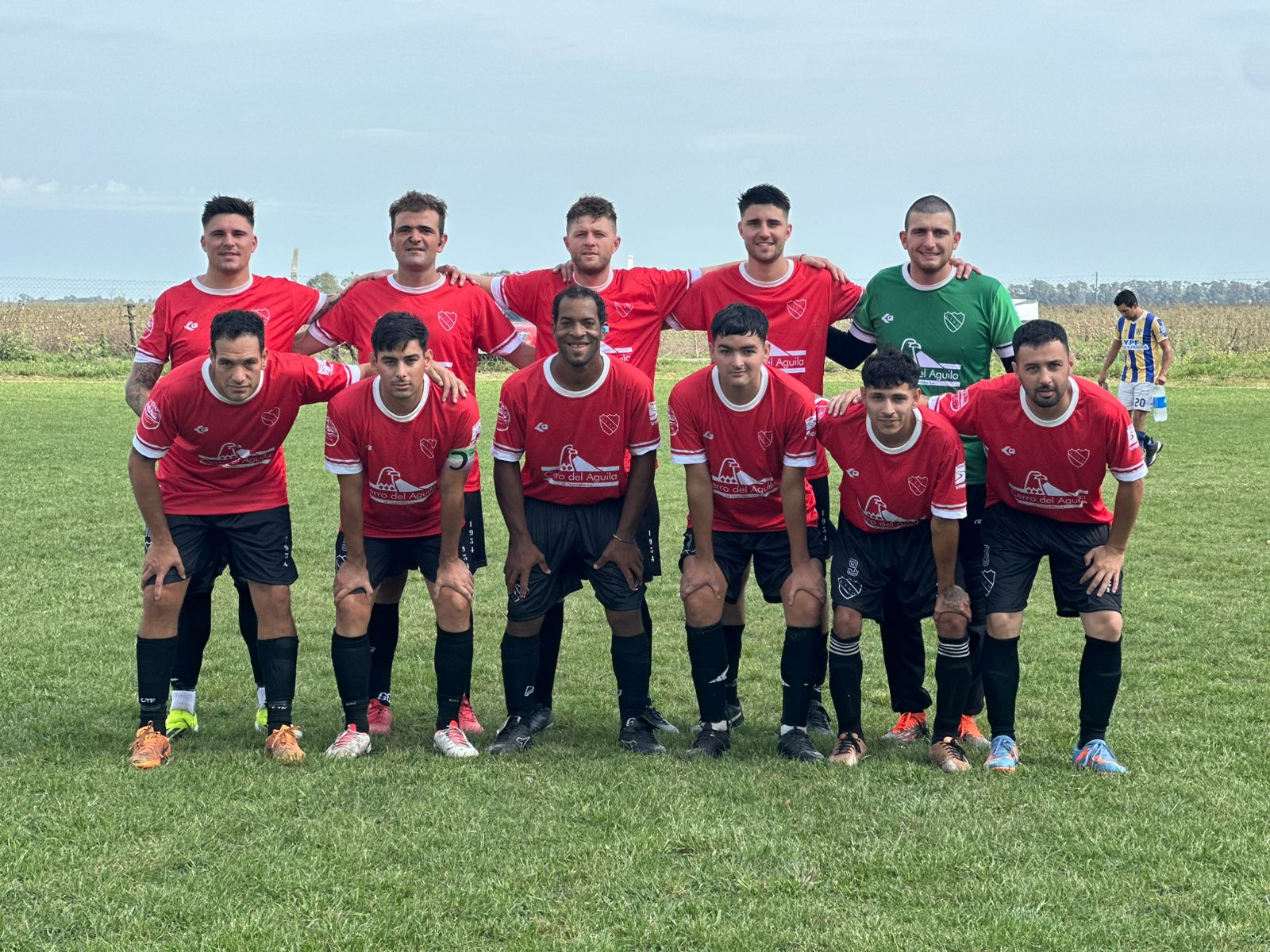

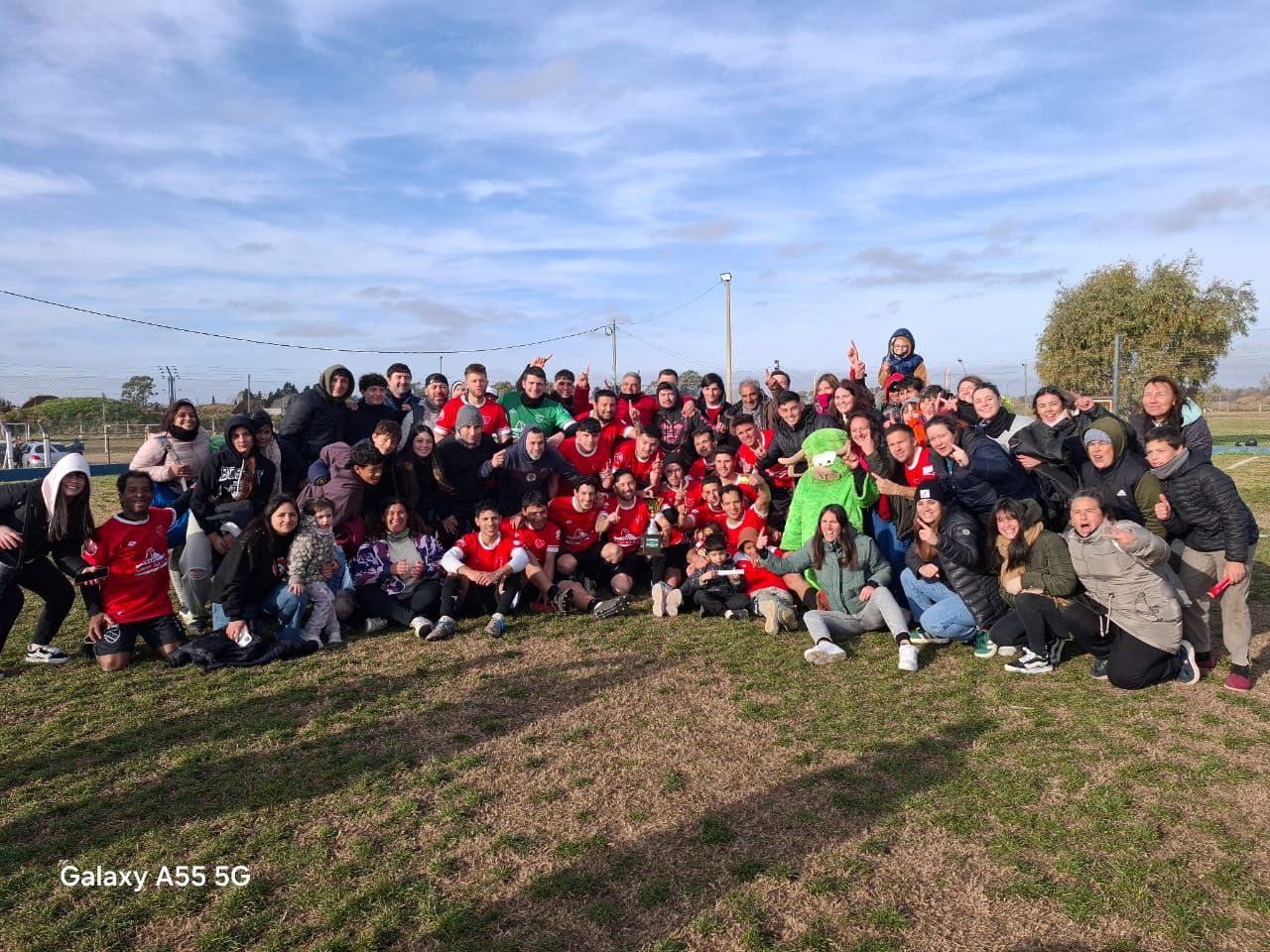

- FOLA: 2 ganados

## Escuelita de Futbol CISM
El eterno Carlos Graziano  impartía de futbol por varios años. Creaba encuentros de escuelitas en el invierno para los chicos de Colonia San Miguel, como alrededores. 

De la mano de Graziano, las categorías 1981 y 1993 de Independiente de Colonia San Miguel ganaron el Torneo Internacional de Baby Fútbol de San Francisco.
Actualmente, sigue funcionando la escuelita de futbol con proyecciones a futuro.

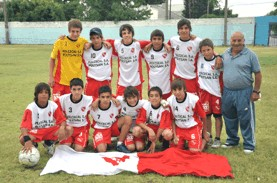
Independiente en San Fransisco, Cordoba